# Ростоцкий, Станислав Феликсович
Станисла́в Фе́ликсович Росто́цкий (род. 20 апреля 1976, Москва, СССР), также известен как Станисла́в Ф. Росто́цкий — российский кинокритик и актёр. Племянник кинорежиссёра Станислава Иосифовича Ростоцкого (1922—2001).

## Биография
Станислав Ф. Ростоцкий родился 20 апреля 1976 года в городе Москве. Обучался на историко-филологическом факультете Российского гуманитарного университета (1993—1997). Работал обозревателем в «Новой газете» и редактором отдела, обозревателем в журнале «Premiere», с 2000 по 2010 годы — корреспондентом газеты «Время новостей».
Публиковал статьи и рецензии в журналах «Искусство кино», «Сеанс», «Premiere», «ОМ», «Птюч», и в газете «Сегодня». Также писал для изданий «Афиша», Film.ru, «Известия», Colta.ru, «Российская газета». С 2018 года является кинообозревателем журнала «Коммерсантъ Weekend».
В качестве актёра он снимался в двух фильмах: «Мечтать не вредно» (2005, режиссёр Евгений Лаврентьев) и «Антикиллер Д. К.: Любовь без памяти» (2009, режиссёр Эльдар Салаватов).

## Общественная позиция
2 марта 2022 года вместе с другими кинокритиками подписал письменное обращение «Против военной агрессии России в Украине» Гильдии киноведов и кинокритиков России.

## Признание
В 1997 году удостоился премии памяти Михаила Левитина лучшему молодому кинокритику от Гильдии киноведов и кинокритиков России. В 1998 году стал дипломатом журнала «Если» за статьи о западных режиссёрах и актёрах, работающих в жанре научной фантастики.
По мнению Дмитрия Савельева, Ростоцкий являет собой «любопытный тип „кентавра“, обладающего памятью о „советском“ и реальным опытом новейшей психоделической „отвязанности“»:
…его мнение статусно в глазах сверстников, выбравших голливудские блокбастеры и «Premiere»; но в то же время оно представляет безусловный интерес для аудитории «Искусства кино» или «Сеанса».— Дмитрий Савельев